# Station F

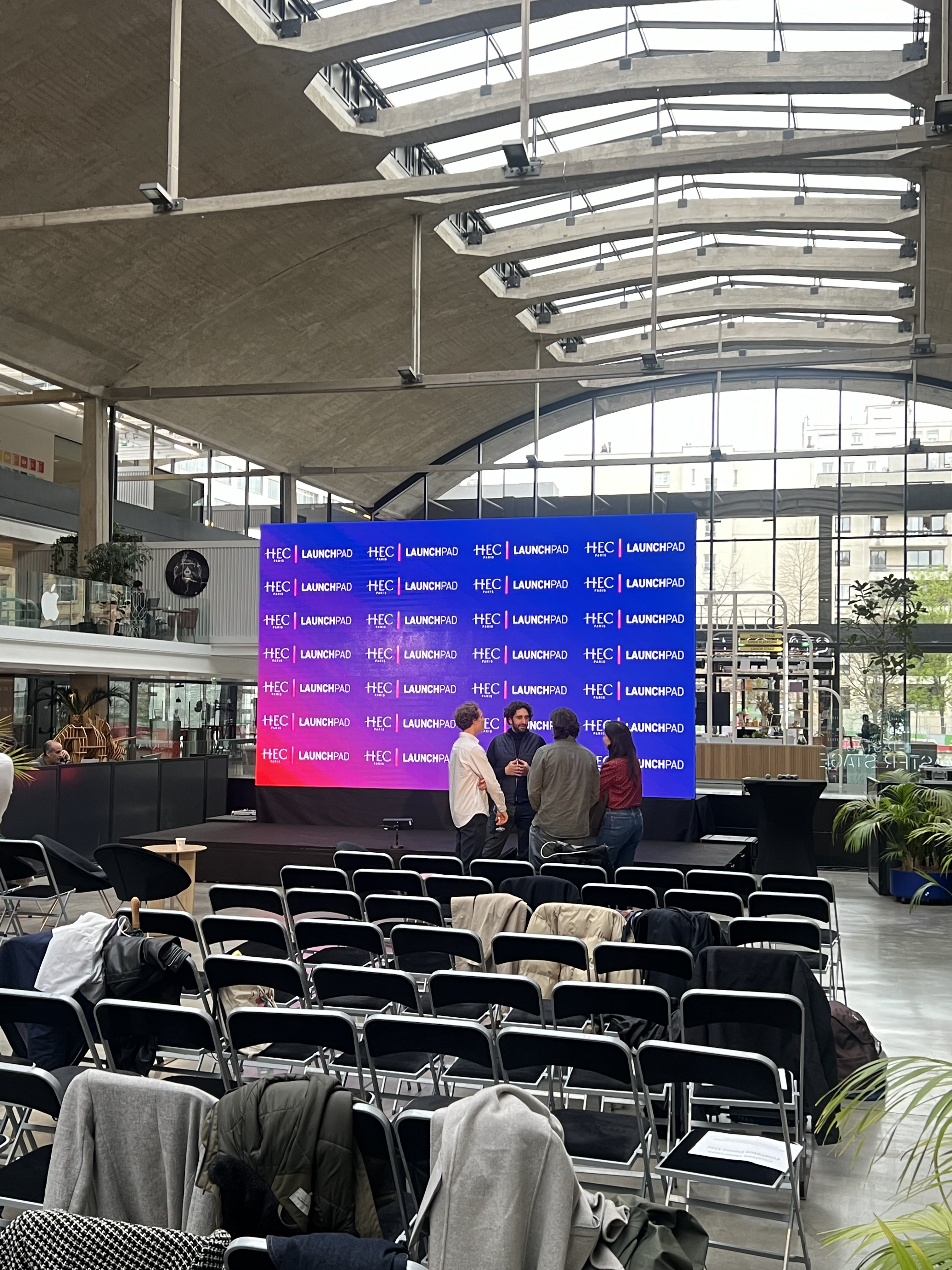
HEC Paris Startup Launchpad Demo Day 2024

Station F es un campus de startups, inaugurado el 29 de junio de 2017, distribuido en 34,000 metros cuadrados y ubicado en el Halle Freyssinet, en París. Fue creado por Xavier Niel y está dirigido por Roxanne Varza. Es el campus de inicio más grande del mundo.

## Campus
El campus de la Estación F cubre 34,000 metros cuadrados y alberga un área de inicio de más de 3,000 estaciones de trabajo, un mercado, 26 programas internacionales de apoyo y aceleración, espacios para eventos y varios lugares para comer. El edificio cuenta con espacios para reuniones, un restaurante, tres bares y un auditorio con 370 asientos. En la incubadora también están presentes los servicios esenciales para el funcionamiento de las nuevas empresas: fondos de inversión, un Fab lab, impresoras 3D y servicios públicos.
El campus es socio de diferentes escuelas, como HEC Paris, la mejor escuela de negocios europea.